# Draculas Hexenjagd
Draculas Hexenjagd ist ein Vampir-Horrorfilm der britischen Film-Produktion Hammer aus dem Jahr 1971, lose basierend auf Motiven von Joseph Sheridan Le Fanus Vampir-Novelle Carmilla. Regie führte John Hough, die Hauptrollen spielten Peter Cushing und die Zwillings-Playmates Madeleine und Mary Collinson.

## Handlung
Die hübschen Zwillingsschwestern Frieda und Maria Gellhorn reisen von Venedig ins Dorf Karnstein, um nach dem Tod ihrer Eltern bei ihrem Onkel Gustav Weil und seiner Frau Katy zu leben. Sie müssen rasch erkennen, dass das Leben im Dorf anders ist als in der Lagunenstadt, denn während der religiöse Fanatiker Weil zusammen mit seiner Bruderschaft das Böse auszurotten versucht, indem er allein lebende junge Frauen der Hexerei bezichtigt und sie auf dem Scheiterhaufen verbrennt, feiert der charismatische Graf Karnstein auf seinem Schloss zügellose Orgien und feiert schwarze Messen, in denen er den Teufel heraufzubeschwören versucht.

Nachdem Frieda von den Gerüchten über den Grafen gehört hat, ist sie fasziniert und schleicht sich nachts aus dem Haus, um Schloss Karnstein aufzusuchen. Nach einem pompösen Dinner offenbart der gutaussehende Graf ihr seine wahre Natur. Er ist ein Vampir, seit er bei seiner letzten Teufelsbeschwörung seine Ahnin, die Vampir-Gräfin Mircalla Karnstein, mit Blut wiedererweckt- und diese ihm, im Austausch für seine Seele, den „Kuss der Unsterblichkeit“ gewährt hat.

Er macht Frieda zu seinesgleichen und gemeinsam beginnen sie eine Schreckensherrschaft, woraufhin sich die aufgefundenen, völlig ausgesaugten Körper rapide mehren. Weil und seine Bruderschaft, verängstigt und ratlos, treiben ihre Hexenverfolgungen mit noch heftigerer Gnadenlosigkeit voran. Anton Hoffer, der Schulmeister der örtlichen Mädchenschule, die auch Weils Nichten besuchen, ist bewandert in alten Volkssagen und versucht, Weil klarzumachen, dass das Verbrennen eines potenziellen Vampirs nutzlos sei, da nur der Körper zerstört wird, die verderbte Seele aber fortbesteht und sich in einem neuen Körper einnisten könne. Der einzig wirksame Weg einen Vampir endgültig zu vernichten ist, ihm einen Pfahl durch das Herz zu treiben oder ihn zu enthaupten.

Als Frieda in flagranti über ihr Opfer gebeugt aufgegriffen wird, wirft man sie ins Gefängnis und der Rat der Bruderschaft verurteilt sie zum Tod auf dem Scheiterhaufen. Währenddessen hat Graf Karnstein Frieda befreit und gegen ihre unschuldige Schwester Maria ersetzt, die nun an ihrer statt verbrannt werden soll. Erst in letzter Sekunde kann Maria von Anton vor dem Flammentod gerettet werden. Frieda hatte versucht, ihn zu verführen, wobei ihm aufgefallen ist, dass sie im Spiegel nicht reflektiert wird. Nachdem er sie mit einem Kruzifix abgewehrt hat, eilt er zur Hinrichtungsstätte und berichtet Weil von dem verhängnisvollen Irrtum, den dieser beinahe begangen hätte.

Gemeinsam machen sich die Bruderschaft, angeführt von Gustav Weil und Anton, sowie die übrigen Dorfbewohner auf den Weg zu Schloss Karnstein, um endlich gegen den Urheber allen Unglücks vorzugehen. Nachdem Weil Frieda enthauptet hat, wird er von Graf Karnstein mit einem Beil getötet. Diesen Moment der Ablenkung nutzt Anton und stößt dem Vampir eine Lanze durch das Herz, woraufhin dieser zu einer vertrockneten Mumie zerfällt.

## Synchronisation
Die Berliner Synchron übernahm die Vertonung des Films. Gerda von Rüxleben schrieb das Dialogbuch, Konrad Wagner führte die Dialogregie.
| Rolle              | Schauspieler        | Synchronsprecher  |
| ------------------ | ------------------- | ----------------- |
| Gustav Weil        | Peter Cushing       | Siegmar Schneider |
| Frieda Gellhorn    | Madeleine Collinson | Dagmar Biener     |
| Maria Gellhorn     | Mary Collinson      | Almut Eggert      |
| Anton Hoffer       | David Warbeck       | Thomas Danneberg  |
| Graf Karnstein     | Damien Thomas       | Lothar Blumhagen  |
| Dietrich           | Dennis Price        | Dietrich Frauboes |
| Katy Weil          | Kathleen Byron      | Gudrun Genest     |
| Ingrid Hoffer      | Isobel Black        | Maria Körber      |
| Franz              | Harvey Hall         | Edgar Ott         |
| Mircalla Karnstein | Katya Wyeth         | Traudel Haas      |
| Gerta              | Luan Peters         | Ursula Herwig     |

## Kritiken
- Lexikon des internationalen Films: „Ein braves Mädchen wird beinahe anstelle seiner zum Vampir gewordenen Zwillingsschwester verbrannt. Eher geschmacklos-dumme als gruselige Horror-Mischung aus Dracula-, Vampir- und Hexen-Motiven.“[2]

- Cinema: „Bissfeste Playmates zeigen ihre Zähnchen“

## DVD-Veröffentlichung
- Draculas Hexenjagd. Koch Media DVD, 3. Dezember 2003.
- Draculas Hexenjagd. Koch Media DVD, 15. Dezember 2008.

## Sonstiges
- Der Film ist der dritte Teil der sog. Karnstein-Trilogie von Hammer, bestehend aus Gruft der Vampire (1970), Nur Vampire küssen blutig (1971) und Draculas Hexenjagd.

- Beide Collinson-Schwestern wurden im englischen Original synchronisiert.

- Ingrid Pitt wurde der Cameo-Auftritt als Gräfin Mircalla angeboten. Sie lehnte ab, weswegen Katya Wyeth den Part übernahm.

- Die Filmsets wurden 1972 für Circus der Vampire nochmals verwendet.

- 2012 erfuhr der Film mit dem Making-of The Flesh and the Fury: X-Posing TWINS OF EVIL eine Würdigung; Regisseur Daniel Griffith führte Interviews mit den noch lebenden Schauspielern und den Experten Joe Dante und Tim Lucas.[3] Die 84-minütige Dokumentation wurde 2014 als Extra auf der Blu-ray-Version des Films in Deutschland veröffentlicht.